# Alfred Manessier

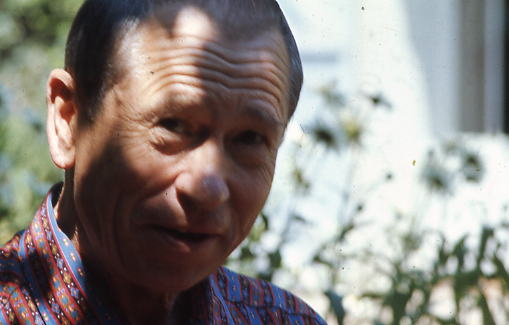
Alfred Manessier, 1971.

Alfred Manessier, född den 5 december 1911 i Saint-Ouen, Frankrike, död den 1 augusti 1993 i Orléans, var en fransk nonfigurativ målare och grafiker.

## Biografi
Manessier föddes bland fiskare och murare i Picardieprovinsen i norra Frankrike.  Hans far gav honom tillstånd att åka till Paris för att studerade arkitektur, vilket fadern ansåg var ett säkrare yrke än målarens. När hans far gick bort kunde han gå över till de konststudier som han föredrog. Han var inskriven i arkitektur 1929, men bytte till konstlinjen med Roger Bissiere vid Academie Ranson 1935. 
På Paris International Exposition utsåg 1937 den franska regeringen Sonia Delaunay och Robert Delaunay att presentera avantgardekonsten på transportcentra i Paris som Air Palace och järnvägsstationer. Paret fick i uppdrag att engagera upp till 50 arbetslösa konstnärer under mars och april för att skapa ett betydande konstprojekt på totalt 1.800 m2. Bland dessa konstnärer fanns Bissiere, Jean Bertholle, och Manessier, som arbetade på fyra väggmålningar. Året därpå gifte han sig med målaren Thérèse Simonnet. 
År 1939 inkallades Manessier till militärtjänstgöring, som teknisk handläggare, men 1941 återvände han till Paris för att ställa ut i Galleri Brauns utställning 20 unga målare som gått in i den nonfigurativa rörelsen i Frankrike. Trots den abstrakta stil som var grundad i vad de tyska ockupanterna under andra världskriget ansåg som degenererade, och trots Manessiers undervisning vid den antiauktoritativa och antiindoktrinära organisationen Unga Frankrike, blev målarna inte censurerade eller ofredade.
Manessier lämnade undervisning 1943 för att måla på heltid. Då började han den skapande perioden av abstrakt målning med mosaikliknande mönster och lysande färger som ofta stöds av en tung svart galler. Mellan målningarna, började han också utforska andra medier för uttryck. År 1947 fick han i uppdrag att producera två glasmålningar för en Breseux kyrka och 1949 producerade han en väv för dominikanklostret i Saulchoir, Seine-et-Oise. Dessa andra medier kompletterade hans målning under hela hans karriär.
Manessiers till synes helt nonfigurativa måleri har alltid en viss verklighetsanknytning och ofta ett religiöst innehåll. Vanligen avtecknar sig ett mörkt gallerverk mot en bakgrund av rena, lysande färger på ett sätt som erinrar om glasmålningar, något som han också utfört i en rad kyrkor i och utanför Frankrike.
Manessier blev offer för en bilolycka i Loiret den 28 juli 1993 och dog fyra dagar senare på sjukhuset i Orléans. Hans begravning hölls i kyrkan Saint-Sepulcre d'Abbeville och han gravsattes i Cimetière de Saint-Ouen, hans födelseplats.

## Utmärkelser i urval
Av de utmärkelser som Manessier tilldelats kan nämnas
- 1953 São Paulo biennalen, 1:a pris för målning
- 1954 Utställning i Wien av sakral konst, 1:a pris
- 1955 Carnegie Institute Pittsburgh, International Grand Prix för samtida målning
- 1955 Valencia Venezuela, Internationellt pris för målning
- 1958 Grenchen Schweiz Triennale, 1:a pris för gravyrer
- 1962 Venedigbiennalen, Internationell Grand Prix för målning

## Representation i urval
Manessier finns representerad på bland annat följande museer:
- Köln, Wallraf-Richartz-Museum
- Berlin, National museum
- Rio de Janeiro, Museo de Arte Moderna
- Helsingfors, Konstmuseum Atheneum[1]
- Paris, Ministere des Affaires Culturelles
- Le Havre, Le Havre Musee
- Rotterdam, Museum Boymans Van Beuningen
- Turin, Museo Civico
- Luxemborg, Musee d'Histoire et d'Art
- Oslo, Nasjonalgalleriet[2]
- Victoria and Albert Museum[3]
- Malmö, Malmö museum
- Stockholm, Moderna museet[4]
- Zürich, Kunsthaus
- New York, Guggenheim Museum
- New York, Museum of Modern Art[5]
- Wachington DC, Phillips Collection
- Bechtler Museum, Charlotte, NC
- Trondheim kunstmuseum[6]
- British Museum[7]
- Göteborgs konstmuseum[8]
- Minneapolis Institute of Art[9]
- Tate Modern[10]
- National Gallery of Victoria[11]
- Auckland artgallery[12]
- National Gallery of Art[13]